# Molto rumore per nulla
Molto rumore per nulla (titolo originale in inglese: Much Ado About Nothing) è una commedia teatrale scritta da William Shakespeare tra l'estate del 1598 e la primavera del 1599, ambientata a Messina.
Considerata a lungo commedia romantica per i temi amorosi e per la struttura ricca di elementi farseschi e giocosi, l'opera rientra a pieno titolo nel novero delle tragicommedie, nelle quali l'elemento comico si fonde a quello tragico e propriamente drammatico, qui rappresentato dalla finta morte di una delle protagoniste, la bella Ero, e dal complotto ordito da Don Juan per tentare di sviare la storia dal lieto fine cui tuttavia volge.
Commedia breve e brillante, è stata fortunata sul versante della rappresentazione teatrale, restando nei secoli una delle commedie di Shakespeare più conosciute e portate sulle scene. L'efficacia della macchina teatrale è stata riconosciuta come tecnicamente magistrale, anche nei suoi aspetti secondari e nei particolari apparentemente insignificanti, dalla quasi unanimità della critica.
La locuzione "molto rumore per nulla" è entrata nel gergo comune, ben al di fuori della sfera anglofona, come frase d'autore per indicare un'esagerazione o un'assurdità riferita ad un fatto del tutto trascurabile o inconsistente.

## Trama
L'opera si divide in cinque atti: 
- il primo è formato da 3 scene;
- il secondo è formato da 3 scene;
- il terzo è formato da 5 scene;
- il quarto è formato da 2 scene;
- il quinto è formato da 4 scene.

Ad aprire la commedia è l'arrivo del principe Pedro d'Aragona a Messina, di ritorno da non ben identificate imprese d'armi. A casa del suo vecchio amico Leonato la notizia è annunciata da un messaggero, dando l'occasione a Beatrice, nipote di Leonato, di chiedere in modo sarcastico notizie di Benedetto di Padova, al seguito del principe. Leonato ci informa che costui e la nipote sono impegnati da anni in una schermaglia fatta di battibecchi e prese in giro.
Il principe giunge a casa di Leonato, accompagnato da Benedetto, dal giovane conte fiorentino Claudio e dal fratello dell'aragonese, Don Juan, in passato rinnegato dal principe, che viene comunque ricevuto benevolmente dal padrone di casa. Uno dei favoriti di Don Pedro, il giovane Claudio, si innamora della figlia di Leonato, Ero, cugina di Beatrice e donna virtuosa. Nel contempo si assiste alla prima delle argute schermaglie tra Beatrice e Benedetto, entrambi sprezzanti le gioie dell'amore. Rimasti soli, Claudio chiede un parere sulla bella Ero a Benedetto che si pronuncia in maniera caustica e priva di possibili fraintendimenti: 
(Benedetto, Atto I scena I. Traduzione di Maura Del Serra)
Claudio si confida con Don Pedro che giura che lo aiuterà nel conquistare Ero. Borraccio, braccio destro del perfido Don Juan, spia la conversazione e riferisce tutto al suo signore, il quale ordisce con lui e l'altro sgherro Corrado un modo per mandare all'aria l'unione tra i due.

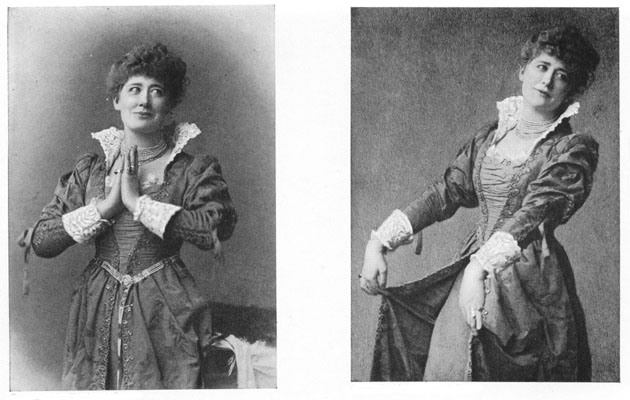
Ellen Terry nel ruolo di Beatrice

Il secondo atto si apre con una serie di equivoci e inganni, sia in buona fede non voluti che tramati in modo oscuro e malvagio. Organizzato alla corte un ballo in maschera, i partecipanti giocano, mascherati, gli uni con gli altri: Beatrice confessa il suo dissapore nei confronti di Benedetto ad un ignoto avventore mascherato, che si rivela essere lo stesso Benedetto, costretto a essere di nuovo il bersaglio delle sue frecciate avvelenate.
Don Juan finge di scambiare Claudio per Benedetto e gli instilla il sospetto che Ero non sia la virtuosa ragazza che egli crede: Don Pedro starebbe infatti corteggiandola, con la scusa di mettere in buona luce il giovane Claudio agli occhi di lei. Claudio, ingenuamente, cade nel primo dei tranelli orchestrati a suo danno. Chiarito l'equivoco, Leonato approva il matrimonio, che sembra definito e destinato a celebrarsi a distanza di pochi giorni. Da uno scambio di battute tra i partecipanti si capisce che il malanimo fra Beatrice e Benedetto è forse frutto di una precedente passione, finita male tra i due, risalente a tre anni prima.
Nel frattempo Don Juan mette a punto il suo piano: farà assistere Claudio e Don Pedro ad un incontro amoroso tra Borraccio e Margherita, dama di compagnia di Ero. L'oscurità della notte e alcuni stratagemmi faranno sì che i due scambino la dama per la promessa sposa, rovinandone la reputazione. Intanto un farsesco complotto, ordito dal principe Pedro, mira a far cadere Benedetto e Beatrice l'uno nelle braccia dell'altra. Don Pedro, Leonato e Claudio, fingendo di non accorgersi della presenza dell'amico padovano, millantano una struggente passione della donna nei confronti di un tale sprezzante uomo qual è Benedetto, il quale, colpito dalla rivelazione e dalla considerazione che gli altri hanno di lui, decide di mettere da parte la diffidenza che prova per il sesso femminile ricambiando l'amore di Beatrice. Così canta Baldassarre, in una canzone poi divenuta celebre:
(Estratto della canzone di Baldassarre, Atto II, scena III. Traduzione di Goffredo Raponi)
Il terzo atto conclude la serie di inganni, preparandone i risultati più inattesi.
Anche Ero e le sue dame, Margherita ed Orsola, tendono un tranello simile a Beatrice: fingendo di ignorare la sua presenza nel giardino dove passeggiano, le fanno credere che la stizza di Benedetto sia dovuta all'impossibilità di vedere il suo amore ricambiato. Beatrice cede alle lusinghe dell'amore e giura di addomesticare il suo cuore selvaggio a lui. Don Juan, da parte sua, con la complicità dei suoi sgherri, riesce a screditare Ero agli occhi di Claudio, inscenando il finto incontro amoroso tra Borraccio ed Ero, impersonata inconsapevolmente da Margherita. Borraccio e Corrado, compiuta la malefatta, si aggirano ubriachi per le strade di Messina, raccontandosi ciò che avevano appena compiuto. Una sgangherata pattuglia di guardie, capitanata dal bislacco Carruba, cui fa da spalla il non meno scemo Sorba, cattura i servi di Don Juan e fa un resoconto, per bocca dei due, a Leonato riguardo all'arresto di due strani individui. Leonato, impegnato con i preparativi per il matrimonio della figlia, ne ordina l'interrogatorio.

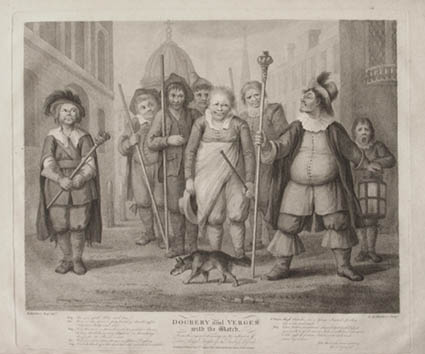
Dogberry e Verges con la ronda in un'opera di Robert Mitchell Meadows (1794)

Nel quarto atto la vicenda si tinge di toni tragici.
Tutti i personaggi sono riuniti in chiesa per celebrare il matrimonio tra Ero e Claudio. Nel momento in cui frate Francesco formula la domanda di matrimonio, Claudio ripudia pubblicamente Ero, accusandola di lussuria. Il colpo è forte ed Ero, incapace di difendersi, vista la credibile testimonianza di Don Pedro, presente al suo incontro amoroso con Borraccio, sviene e viene creduta morta. Inutilmente Beatrice tenta di difenderla: la donna rimane inascoltata, intenta a piangere le sventure dell'amata cugina da tutti creduta ormai morta.
Rimasti soli in scena i componenti della corte di Messina, Leonato maledice la figlia per la sua dissolutezza, ma frate Francesco difende la ragazza ed organizza uno stratagemma per dimostrarne l'innocenza. Claudio, infatti, credendo morta Ero per la sua crudele accusa, sempre più roso dai rimorsi arriverà al punto di perdonarle l'accaduto. I familiari di Ero si ritirano e Beatrice rimane a lamentarsi della sorte della cugina con Benedetto. In un momento di slancio, i due si confessano il reciproco amore ma Benedetto, secondo il volere di Beatrice, che sa che in realtà Ero è ancora viva, per dimostrarlo dovrà uccidere Claudio. Avviene intanto contemporaneamente l'interrogatorio del bislacco Carruba, che riesce ad ottenere le confessioni di Corrado e Borraccio sull'inganno perpetrato ai danni di Ero.
Il quinto e ultimo atto costituisce la risoluzione del dramma e offre la soluzione ai molteplici 'errori' in cui sono incorsi i protagonisti.
Leonato e suo fratello Antonio fermano Don Pedro e Claudio sulla via della partenza da Messina per mettere in atto il loro piano: volano le accuse nei confronti del giovane fiorentino, a cui si somma la sfida a duello da parte di Benedetto per uccidere Claudio e guadagnarsi l'amore di Beatrice. Soggiungono Carruba e Sorba, con Corrado e Borraccio al seguito che svelano l'arcano: costretto alla confessione, Borraccio rivela di non aver mai tentato le virtù di Ero e che la donna con cui era stato visto era Margherita, dama di compagnia della creduta defunta donna.
Il pentimento sembra già possedere Claudio che, in segno di rispetto, si reca con il principe Don Pedro in visita al sepolcro di lei, sul quale recita un epitaffio. Un giuramento fatto a Leonato servirà a ripagare lo stesso della perdita della figlia: Claudio si impegna a sposare la fantomatica figlia di Antonio, che viene descritta come la copia di Ero.
Il momento del matrimonio arriva con la sposa che arriva mascherata come le sue dame. Lo svelamento avviene e Claudio può riabbracciare Ero, creduta morta, con la quale può coronare il suo sogno d'amore. Un messaggero giunge per informare che Don Juan, fuggito da Messina al peggiorare della situazione, è stato riacciuffato e imprigionato. Beatrice e Benedetto, quando tutti sono pronti per le nozze, ingaggiano l'ultimo duello di parole che si conclude con il loro fidanzamento ed il certo, prossimo, convolo al talamo nuziale.
La commedia si chiude con le danze ed i festeggiamenti del tanto atteso matrimonio tra Claudio ed Ero.

## Origini
La commedia è debitrice di influenze letterarie assai disparate, ravvisabili soprattutto nella novellistica e nell'epica cinquecentesca.

### Influenze principali

#### Il romanzo di Calliroe
L'origine classica dell'intreccio si ritrova nel lavoro di Caritone di Afrodisia Il romanzo di Calliroe, dove Calliroe, fanciulla siracusana creduta adultera dallo sposo Cherea, viene da lui presa a calci e creduta morta. L'evolversi della vicenda prosegue sviluppandosi in maniera differente, ma sia l'ambientazione in Sicilia che la relazione tra i due personaggi riportano alla mente le vicende di Claudio ed Ero.

#### La novella di Bandello

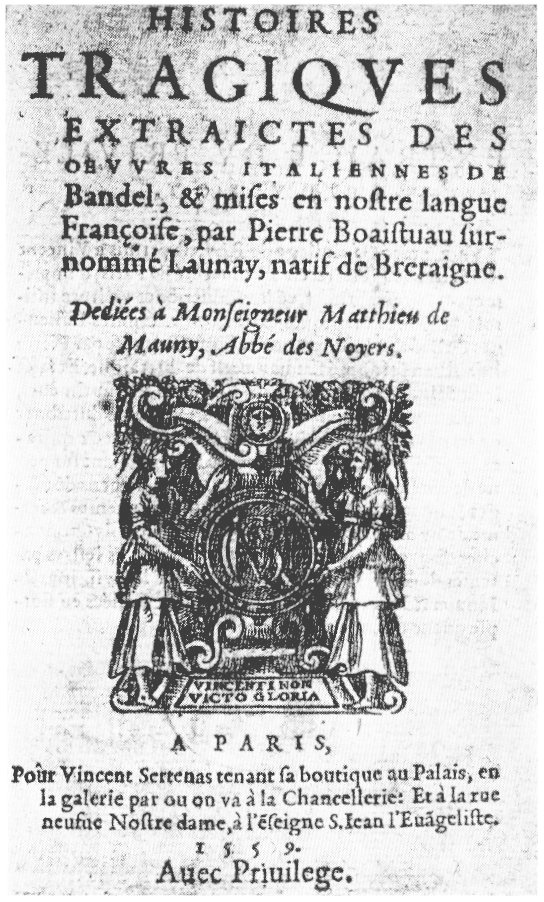
L'edizione francese del 1559 delle novelle del Bandello

Nel testo si possono trovare molte scene ispirate ad opere italiane; il nucleo dell'intera commedia è riportabile ad una novella di Matteo Bandello, precisamente la XXII del primo libro delle Novelle dal titolo "Narra il signor Scipione Attellano come il signor Timbreo di Cardona essendo col re Piero di Ragona in Messina s'innamora di Fenicia Lionata, e i varii e fortunevoli accidenti che avvennero prima che per moglie la prendesse", dedicata alla Contessa Cecilia Gallerana Bergamina Salute e pubblicata nel 1554. Shakespeare non lesse mai il testo originale ma si avvalse sicuramente delle traduzioni in lingua francese di Pierre Boaistuau e François de Belleforest.
Il racconto del Bandello narra di Piero di Ragona (Pietro III d'Aragona), monarca spagnolo di ritorno da affari d'armi nella città di Messina per incontrare l'amico Lionato de' Lionati e la figlia, Fenicia, di cui si innamora Timbreo di Cardona, protetto del sovrano spagnolo.
Raggiunto l'accordo per le nozze, il cavaliere Girondo Olerio Valenziano, innamorato di Fenicia e desideroso di farne fallire le nozze, ordina a Timbreo di appostarsi nel pieno della notte vicino a casa di Lionato: qui, travestito un servitore da donna, Girondo inscena il tradimento di Fenicia. Timbreo rinuncia alle nozze e Fenicia, svenuta, viene creduta morta dal dolore. Rinvenuta, viene pianta da Timbreo e Girondo sul sepolcro: il primo si duole del gesto che valse la vita alla donna, il secondo confessa la sua colpa.

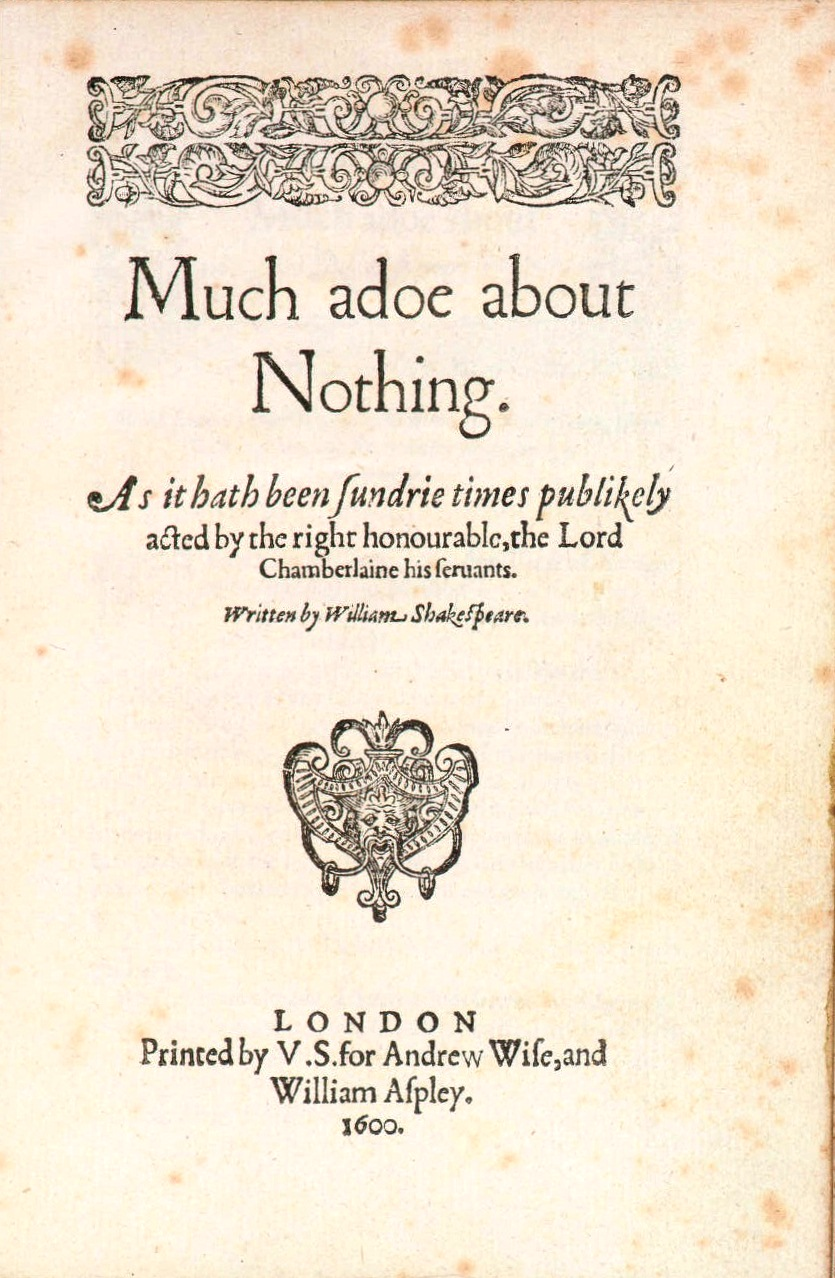
Il frontespizio del Quarto del 1600

Implorando perdono presso Lionato, questi ordina a Timbreo di sposare la donna che egli sceglierà per lavare l'onta di cui si era coperta Fenicia per loro colpa. Timbreo in realtà sposa proprio Fenicia credendola un'altra giovane di nome Lucilla.
Resosi palese il rimorso dei due uomini, la verità verrà svelata e i due sposi saranno ricongiunti. Girondo, da parte sua, sposerà Belfiore, la seconda figlia di Lionato.
La rielaborazione shakespeariana mantenne solo alcuni dei nomi originali (Don Pedro d'Aragona è ispirato al nobile Piero di Ragona mentre Leonato a Lionato de' Lionati) modificando gli altri ma, soprattutto, prese di pari passo l'intreccio sentimentale della novella riversandolo sulle vicende amorose di Ero e Claudio. Non è inoltre da escludere che il personaggio di Ero sia un tributo al poemetto di Christopher Marlowe Hero and Leander, pubblicato nel 1598.

### Altre influenze

#### L'Orlando furioso
All'Orlando furioso di Ludovico Ariosto (1516) si ispira probabilmente la figura di Margherita. Il canto V del poema, infatti, si incentra su Dalinda, dama della corte di Scozia, accompagnatrice di Ginevra, la bella principessa promessa sposa di Ariodante.
Il duca d'Albania, Polinesso, desideroso di conquistare il cuore della donna ma spinto dalla brama di potere per la conquista di un ambito trono, chiede a Dalinda di vestire i panni della sua signora per esserle simile in tutto ed ingannare i di lui sensi, che avrebbero trovato così appagamento. Dalinda, per amore del duca, si presta inconsapevolmente ad un inganno: in realtà Polinesso ha intenzione di far credere ad Ariodante di essere l'amante di Ginevra e, grazie al travestimento della ragazza, si fa spiare da Ariodante mentre si intrattengono, riuscendo a ingannare il promesso sposo.
Ginevra verrà accusata di impudicizia ma verrà alla fine scagionata dalle colpe attribuitele. Il lieto fine con tanto di balli e musiche, richiama la chiusura della commedia shakespeariana. 

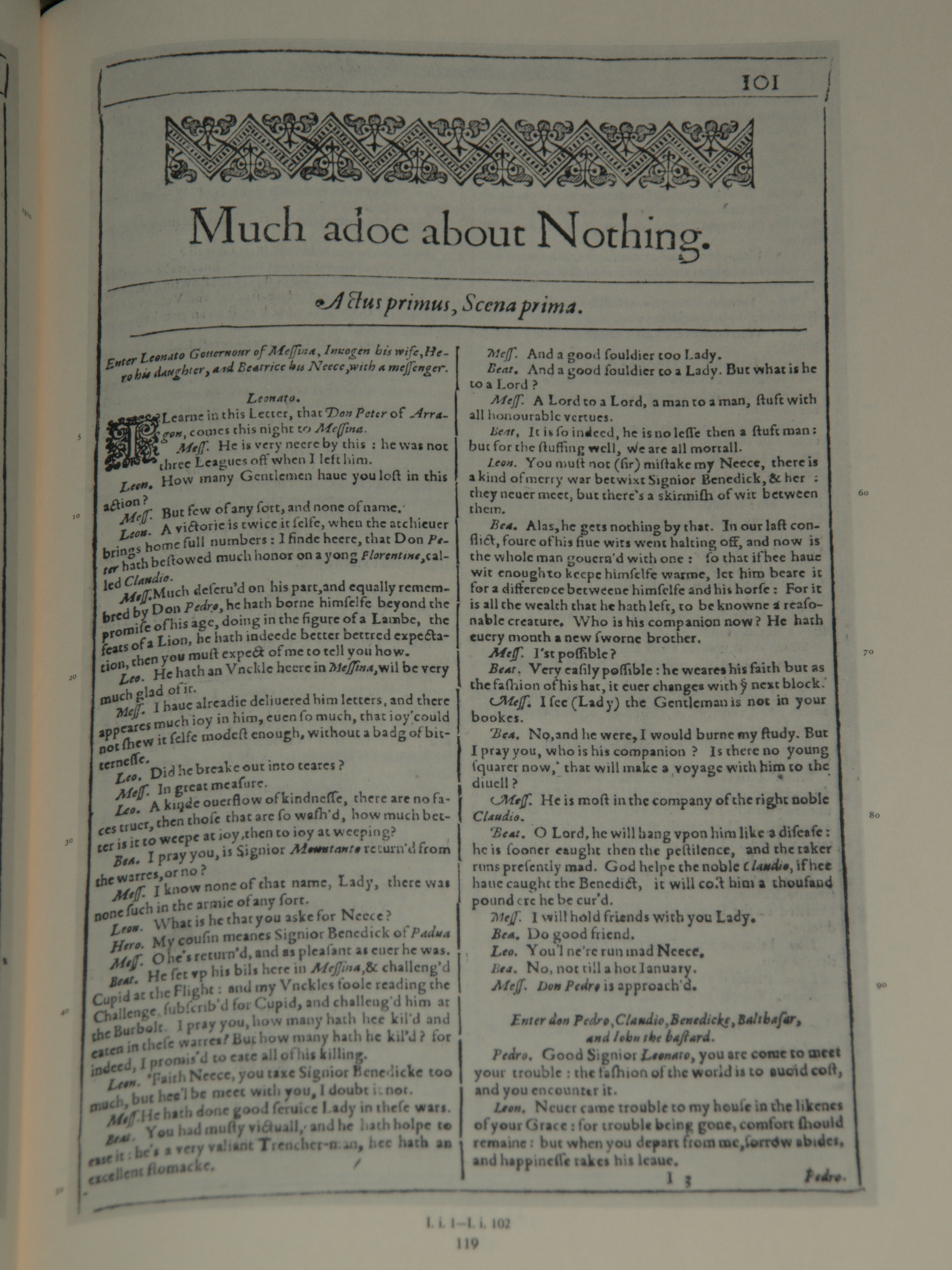
Il primo foglio del First folio del 1623: tra i personaggi che entrano in scena è presente Innogen, moglie di Leonato, poi eliminata dalle successive trascrizioni

È probabile che anche nel caso dell'Orlando furioso Shakespeare non abbia letto la versione originale ma si sia affidato a delle traduzioni: la più celebre era la recente versione di John Harrington del 1591. Sappiamo che la traduzione ebbe ampia diffusione a Corte, ed è plausibile che possa essere giunta anche nelle mani del drammaturgo.

#### A History of Ariodante and Genevora
Un dramma perduto, A History of Ariodante and Genevora, venne poi portato in scena nel 1583 dai "Merchant Taylors' boys": questa potrebbe essere stata una fonte di ispirazione alternativa alla conoscenza diretta dell'opera ariostesca.

#### The Faerie Queene
L'anno precedente, il 1590, vide la pubblicazione un'opera allegorica in forma di poema epico che riprendeva, in parte, le vicende del V canto del capolavoro ariostesco. Si trattava di The Faerie Queene di Edmund Spenser: nel IV canto del II libro, infatti, è narrata la storia di Pryene che, indossate le vesti di Claribellaes, viene creduta tale dal protagonista che dovrà per questo subire gravi conseguenze. Questa versione della vicenda si avvicina maggiormente agli accadimenti della commedia shakespeariana: mentre nel poema di Ariosto il narratore è la stessa Dalinda, nell'opera di Spenser chi racconta il fatto è colui che vive il dramma del tradimento come accade per il personaggio shakespeariano di Claudio.

#### Il Cortegiano
Le schermaglie amorose di Benedetto e Beatrice sono inedite, e nel loro burrascoso rapporto risiede la forza della commedia: in parte, però, esse sembrano avere un precedente letterario in Il Cortegiano di Baldassarre Castiglione, pubblicato nel 1528 e che aveva avuto grande successo e diffusione nelle corti europee, sia in lingua originale che in traduzione: la traduzione in lingua inglese era di Sir Thomas Hoby. I due personaggi che ispirarono gli eterni litiganti sono Gaspare Pallavicino ed Emilia Pia. Non è da escludere che le allusioni della donna alle scarse capacità dell'uomo siano riconducibili al confronto con un modello maschile di nobiluomo presente nel testo di Castiglione, privato del suo significato politico.

#### Die Schöne PhaeniciaeVincentius Ladislaus
Altre possibili influenze sono state individuate nella produzione drammaturgica tedesca, particolarmente in due pièce: il Die Schöne Phaenicia del 1595 di Jakob Ayrer (che fu traduttore delle opere di Shakespeare, ma i cui lavori vennero pubblicati postumi nel 1618) ed il Vincentius Ladislaus del Duca di Brunswick del 1593-1594. Poco chiari sono i collegamenti tra il lavoro shakespeariano e l'opera di Ayrer, per l'impossibilità di definire con certezza se le somiglianze sono da attribuirsi a una fonte comune non pervenutaci o chi dei due influenzò l'altro.

#### Il fedele
Non si esclude che il dramma Fedele and Fortunio di Anthony Munday del 1585, traduzione della commedia perduta Il fedele (1576) del veneziano Luigi Pasqualigo, abbia fornito spunti per la commedia shakespeariana.
La commedia di Murray, incentrata sulla figura di quattro amanti che procedono per innamoramenti, accuse di tradimento e sentimenti non corrisposti, utilizza molte delle situazioni presenti in Molto rumore per nulla: ascolto di conversazioni altrui, persuasione sensuale, incontri clandestini, tranelli ma anche elementi magici.
Anche i lavori del drammaturgo George Whetstone furono di ispirazione al Bardo: se Shakespeare si ispirò all'Heptameron per Misura per misura, forse è in The Rocke of Regards (1576) che il ripudio di Ero sull'altare trova il suo precedente letterario.

### Composizione e stampa
La prima pubblicazione dell'opera si ebbe in un'edizione in quarto il 23 agosto 1600 ad opera di Andrew Wise e William Aspley, due editori inglesi, su stampa di Valentine Simmes. Con molta probabilità, la trascrizione avvenne dai cosiddetti "foul papers" (it.: "prime stesure manoscritte") del Bardo o dai ricordi degli attori. Dalla data di prima pubblicazione dell'opera è deducibile che la prima rappresentazione della commedia avvenne precedentemente a tale anno: la data di ingresso della commedia nello Stationers' Register, il registro per la regolamentazione delle stampe, corrisponde al 4 agosto 1600.

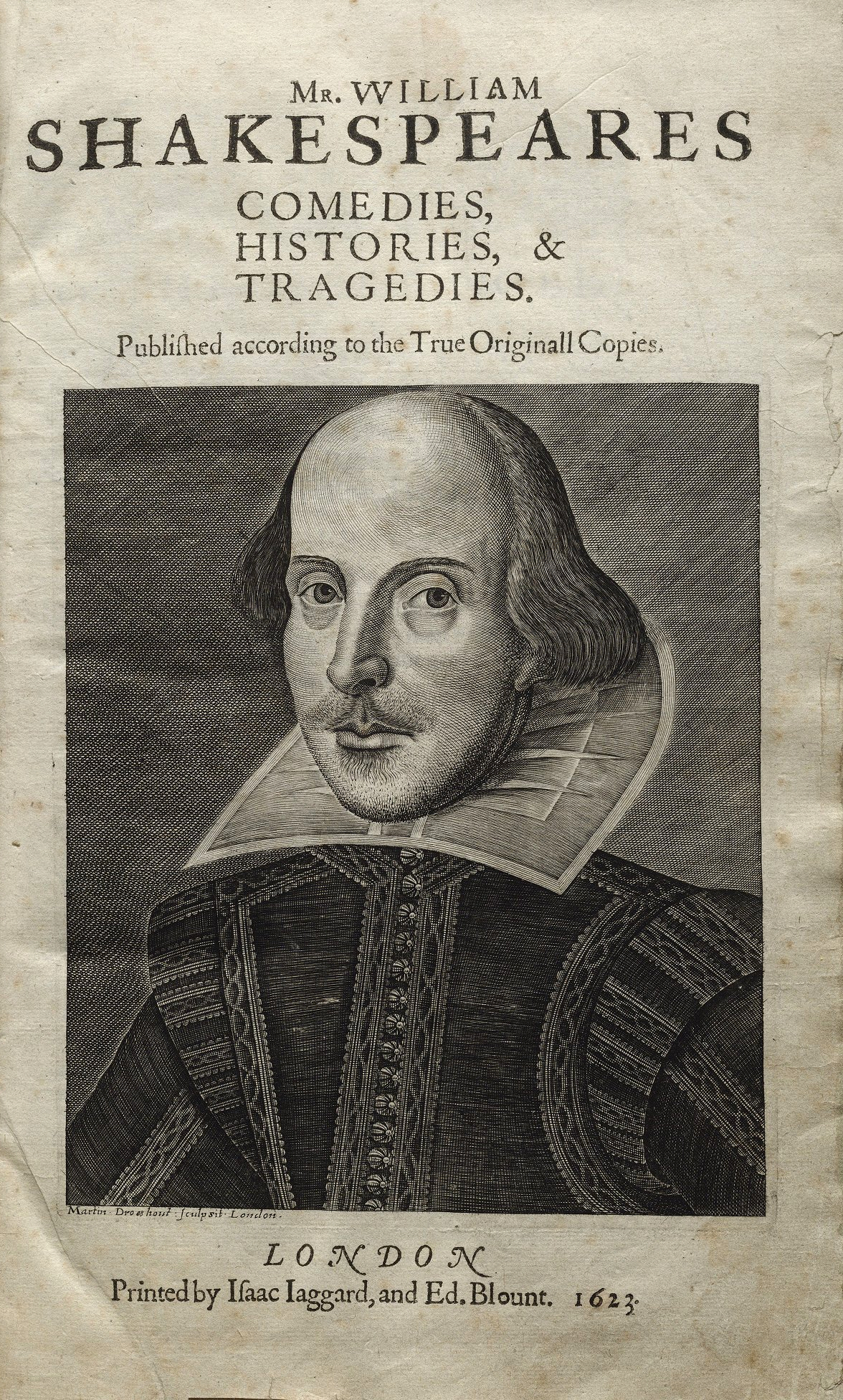
La copertina del First folio

Non si hanno, tuttavia, notizie di una precedente rappresentazione a quella avvenuta a corte nell'inverno del 1612-1613, in occasione dei preparativi per il matrimonio tra Federico V Elettore Palatino ed Elisabetta Stuart, celebrato il 14 febbraio 1613. Presentata come Much Adoe abowte Nothinge entrò con tale titolo nei repertori delle compagnie inglesi che talvolta la presentarono anche come Benedicte and Betteris.
Non si ebbero altre edizioni della commedia fino al 1623, anno di stampa del first folio da parte di John Heminges e Henry Condell, due attori della The Lord Chamberlain's Men, la compagnia teatrale della quale Shakespeare era attore e drammaturgo. La stampa nel second folio si ebbe nel 1932.
Much Ado About Nothing ebbe la fortuna di essere tra i drammi presenti sia nel quarto che nel successivo first folio: ciò ne permise la comparazione diretta da parte degli studiosi. La stampa del first folio, infatti, si differenzia dal quarto per la sostanziale mancanza di spazio, tanto da costringere la commedia a subire alcuni tagli delle didascalie sceniche ma soprattutto abbreviazioni dei vocaboli. I rimaneggiamenti, sebbene non drastici, resero difficili le interpretazioni di alcuni passaggi dell'opera.
In particolare, poi, i nomi dei personaggi furono modificati da una stampa all'altra. Nel quarto del 1600, gli sgangherati Carruba e Sorba (Dogberry e Verges), erano inizialmente indicati come "the maister Constable and the Headborough" e accompagnati dal nome degli attori, che erano William Kempe e Richard Cowley. La modifica dei nomi, che spesso nel first folio non appaiono scritti per esteso, ed il taglio di alcune didascalie di scena, resero il lavoro di comparazione tra le edizioni più complicato. Anche Antonio, fratello di Leonato, figurava nel quarto solo come "Old" o "Brother", mentre vi è un personaggio che non troverà posto nelle trascrizioni successive: Innogen, la moglie di Leonato e madre di Ero.
Da ricordare è che il titolo dell'opera, riportato come Much adoe about Nothing sia nel first folio che in quelli successivi, cambiò nella forma attuale solo nel fourth folio del 1685.

## Contesto storico

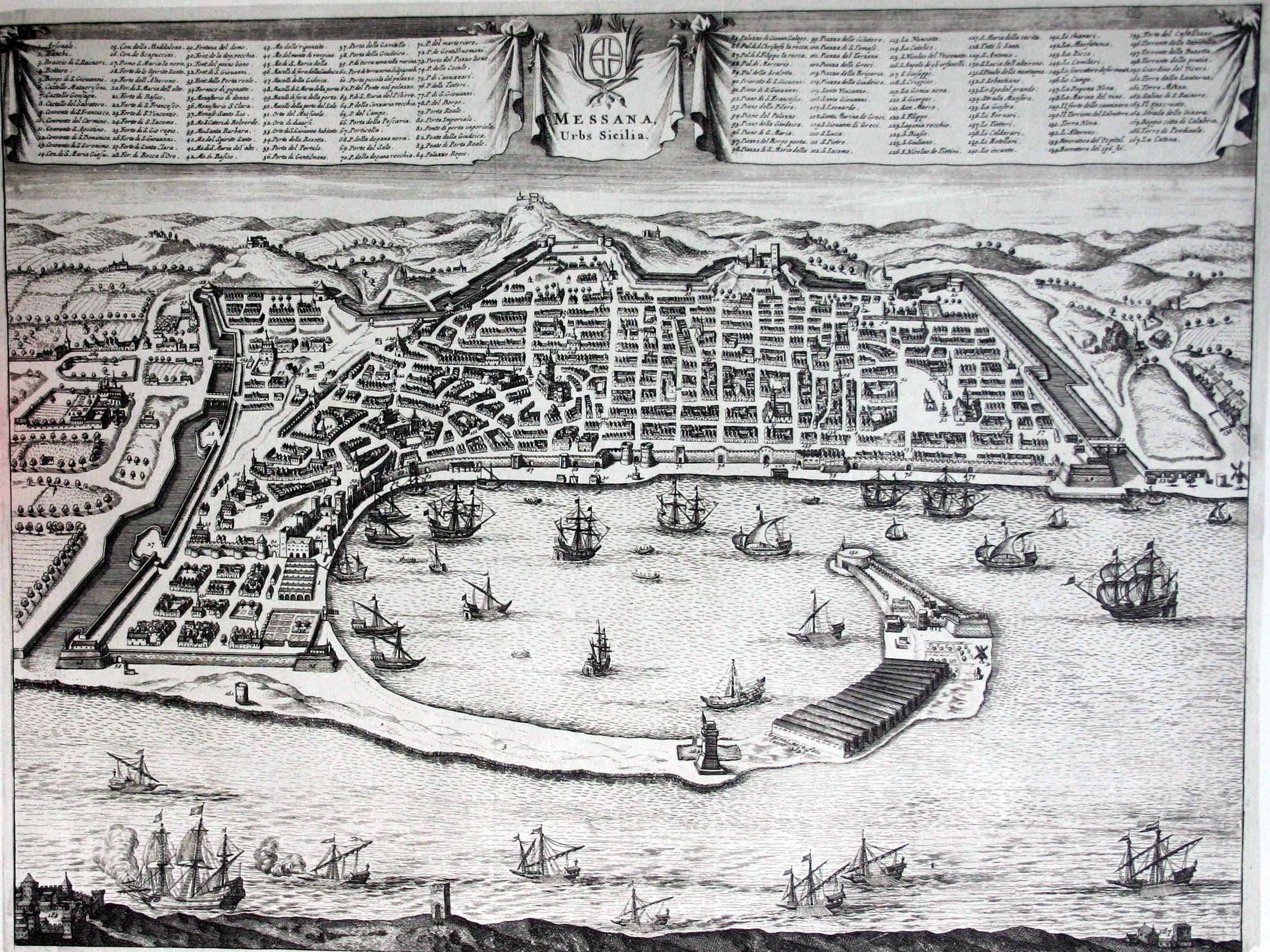
La città di Messina nel '600, visibili le fortificazioni spagnole

La commedia si svolge a Messina, ma il contesto storico nel quale si situa la commedia non è ben delineato: dato il carattere giocoso dell'opera, non è stata data una forte caratterizzazione reale all'ambientazione.
Nell'anno di composizione della commedia, databile tra il 1599 ed il 1600, la Sicilia era sotto la dominazione spagnola: per questo motivo alcuni personaggi, più precisamente Don Pedro ed il suo seguito, sono evidentemente di nazionalità spagnola e legati da rapporti di amicizia con il governatore di Messina rappresentato da Leonato. Si afferma come Don Pedro e i gentiluomini italiani al suo seguito siano appena giunti in Sicilia di ritorno da una battaglia, ma non ci viene fornita alcuna indicazione utile per una precisa connotazione dello spazio d'azione.
Ben più esplicito al riguardo era stato Bandello nella novella, che indirettamente ha fatto da fonte all'opera, ambientandola al tempo dei Vespri siciliani e introducendo direttamente tra i personaggi la figura storica del re Pietro III di Aragona, chiamato dai siciliani per sbarazzarsi degli angioini.
La scelta di Shakespeare di ambientare la commedia a Messina è stata molte volte argomento di discussione fra gli storici e gli intellettuali locali e non. Qualcuno sostiene addirittura che Shakespeare fosse originario di Messina, mentre altri affermano che lo scrittore abbia solo immaginato Messina senza mai vederla, fatto è che nessuno ha mai fornito prove inconfutabili per potere dimostrare nulla. Il dato certo è che all'epoca in cui fu scritta la commedia, Messina era una città molto conosciuta all'estero, perché ricca, fiorente e politicamente importante.

## Commento

### I personaggi maggiori

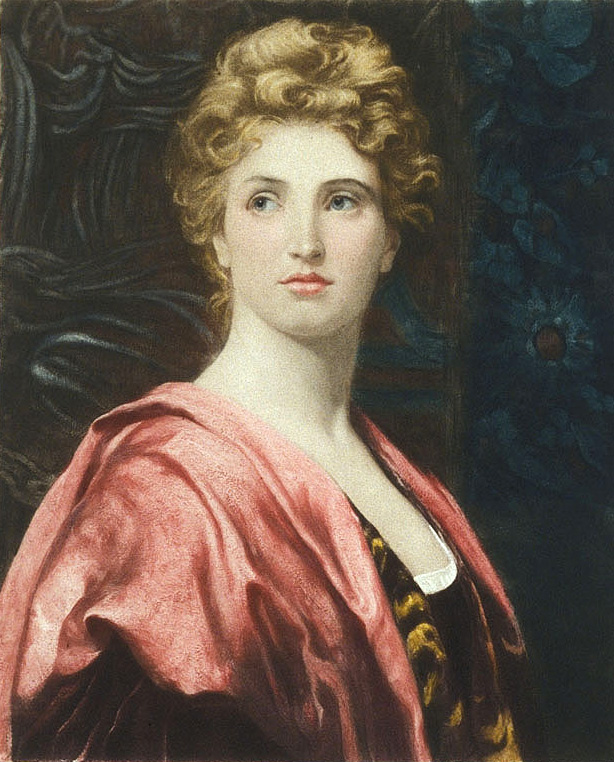
Beatrice vista da Franck Dicksee

Nonostante la tradizione teatrale abbia a lungo identificato in Beatrice e Benedetto i due protagonisti dell'opera, Molto rumore per nulla è una commedia corale, nella quale ogni personaggio occupa un posto importante.
I personaggi che popolano la commedia sono di varia estrazione sociale, riconducibili tutti, ad eccezione dei bislacchi Carruba e Sorba (Dogberry e Verges), agli ambienti curtensi in cui il dramma è ambientato e nel quale le figure matriarcali sono del tutto assenti.
Come sottolinea Miola, sebbene "Molto rumore per nulla" non abbia alcuna discendenza diretta da un preciso testo classico latino, la costruzione drammatica e le relazioni tra i personaggi risentono delle strutture della Commedia nuova di origine greca, poi adottate da Plauto e Terenzio, che arrivarono fino alla Commedia dell'arte.
La narrazione delle vicende del giovane nobile d'animo (Claudio, l'adulescens), innamorato della ragazza virtuosa (Ero, la virgo), che confessa il suo sentimento ad un cinico "servo" (Benedetto, che rappresenta il furbo servus), rispecchiano gli antichi intrecci delle commedie classiche: mentre, però, Claudio e soprattutto Ero, sono fortemente tipizzati e caratterizzati per le loro virtù quasi come maschere, Benedetto invece, è il prototipo di servitore che diverrà il protagonista scaltro e cervellotico de Le furberie di Scapino di Molière.
Claudio, fiorentino al seguito di Don Pedro d'Aragona, è in missione d'armi, dove si è distinto per destrezza e bravura. Ha stretto salda amicizia con Benedetto, al quale si accompagna. Il nome del personaggio (dal latino claudus/claudius, zoppo, claudicante) si adatta bene alla instabilità del suo carattere. Colpito dalla giovane Ero, se ne innamora immediatamente, salvo poi crederla altrettanto facilmente una traditrice. Giovane soldato inesperto della vita e incline alla gelosia, non ha il coraggio di dichiararsi in prima persona, demandando il compito al superiore Don Pedro, di cui si dimostra però subito sospettoso.

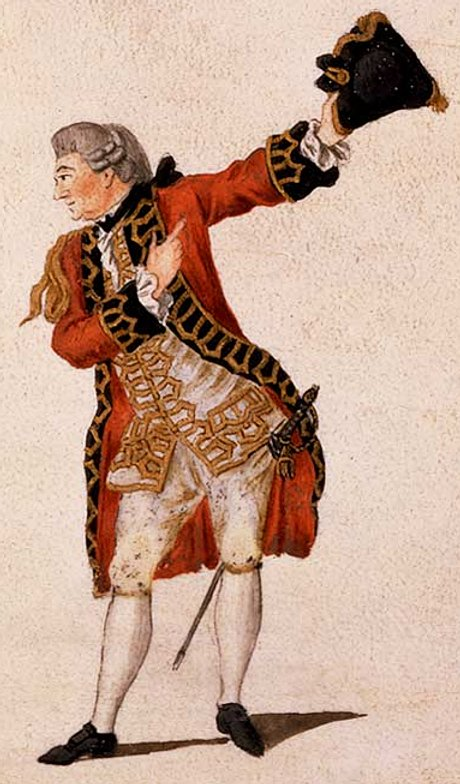
L'attore David Garrick nei panni di Benedetto

Benedetto (Benedick), giovane padovano anch'egli compagno d'armi degli spagnoli, si caratterizza come un personaggio fortemente misogino, polemico nei confronti dell'universo femminile e fortemente avverso alle smanie amorose. Nemico giurato del matrimonio, vede nel sacramento la fine della voglia di libertà mascolina. Palesa i suoi pensieri nel corso di illuminanti monologhi, come quello che introduce la terza scena del secondo atto. Da notare come il significato del suo nome, benedetto, abbia una corrispondenza ideale con quello della sua antagonista femminile Beatrice: "colei che rende felici", "che dà felicità, gioia".
Don Pedro, principe d'Aragona, e Don Giovanni (Don Juan), suo fratello, rappresentano rispettivamente il lato buono ed il lato malvagio di una stessa medaglia. Il primo, legato da una salda amicizia con Leonato, signore di Messina, si prodiga nell'intrecciar legami tra alcuni dei protagonisti (si pone come intermediario tra Claudio ed Ero ma anche tra Benedetto e Beatrice), il secondo tenta invece di distruggere l'amore tra i primi due. Detto "il bastardo", in passato ha meritato la sfiducia del fratello, da poco riconquistata, come ci svela Leonato al momento dell'accoglienza a palazzo. L'astio di Don Juan non si è però placato.
Se Don Juan non volge le proprie attenzioni alla seconda coppia è solo perché la propria caratterizzazione di malvagio senza troppe inflessioni psicologiche non potrebbe reggere il contrasto con loro: inoltre, rappresentando il cattivo per antonomasia, i suoi tentativi si dirigono verso i protagonisti della commedia romantica, la cui distruzione del rapporto avrebbe dirette conseguenze sul fratello. In questo, Don Juan si fa precursore di altri due personaggi shakespeariani: il perfido Iago dell'Otello e il malevolo Edmund del Re Lear. Il nome richiama Giovanni d'Inghilterra, che ebbe reputazione di traditore e usurpatore, ma il probabile modello storico per il personaggio è don Juan de Austria, fratello "bastardo" di Filippo II di Spagna, vincitore della Battaglia di Lepanto ma assai poco fortunato nella scalata al potere.
Leonato, il governatore di Messina padre di Ero, e zio di Beatrice, è legato a Don Pedro da una salda amicizia, che verrà messa a dura prova dalle malefatte di Don Juan.
Beatrice e la cugina Ero, esattamente come Benedetto e Claudio, sono personaggi dai caratteri molto differenti. Beatrice è il personaggio femminile che ha maggior spazio nella commedia, ed è in continua lotta verbale con Benedetto. Il suo astio sembra provenire da una passata relazione finita male con il giovane padovano. Nonostante non palesi mai chiaramente tale situazione passata, una battuta del II atto, scena I, fa intendere che ella abbia in passato dato il suo cuore a Benedetto, il quale l'avrebbe ricambiata con un rifiuto. Dipinta come sdegnosa, si rivela donna sagace ed intraprendente: come molti personaggi femminili shakespeariani, è l'unica ad opporre resistenza ai soprusi, come quando Claudio accusa la cugina. Desiderosa di vendetta anch'essa (come Lady Macbeth ed in passato come la Medea euripidea) vorrebbe divenire uomo per poter reclamare giustizia.
Ero (Hero), figlia di Leonato, è il secondo personaggio femminile maggiore della commedia. Il nome rimanda alla mitologica Ero amata da Leandro. Ero è il simbolo delle virtù femminili, della grazia e della bellezza. Il suo candore è in realtà fortemente caratterizzato come espediente di cui Shakespeare si serve unicamente per dare maggiore risalto al presunto adulterio di lei. Nel III atto, scena IV, si difende dalle battute maliziose di Margherita sul suo futuro sessuale con Claudio.
Margherita (Margaret), insieme con Orsola (Ursula), entrambe damigelle di compagnia di Ero, è complice del tranello ordito alle spalle di Beatrice per farle credere di essere l'oggetto delle pene d'amore di Benedetto. Margherita sarà anche involontariamente complice del piano di Don Juan, ma la sua innocenza sarà prima confermata da Borraccio nella sua confessione e ribadita da Leonato nell'ultimo atto.

### I personaggi minori
Altri personaggi minori ma non secondari, sono comunque indispensabili allo svolgimento della trama assumendo la funzione di contrasto e di messa in rilievo delle caratterizzazioni dei personaggi maggiori. 

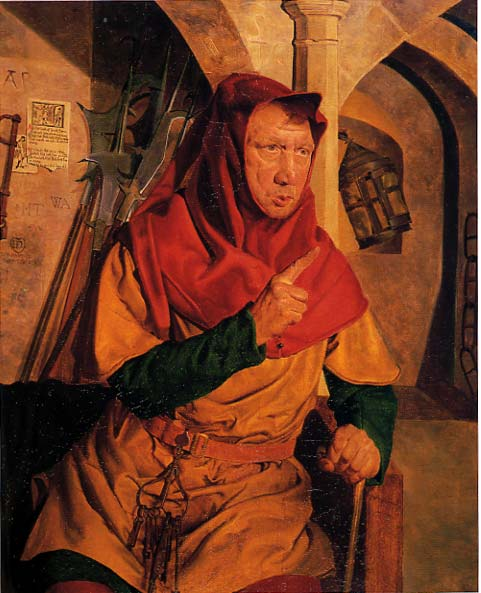
Dogberry dipinto da Henry Stacy Marks.

Carruba (Dogberry), accompagnato dalla fida spalla Sorba (Verges), che continuamente maltratta, è il capo delle guardie di ronda a Messina. Come altre volte, il nome originale scelto da Shakespeare per personaggi buffi è chiaramente allusivo. La corretta traduzione è infatti "bacca di cane", in riferimento ad un particolare tipo di frutto selvatico (probabilmente l'uva spina) tipico del bacino Mediterraneo. La sua estrazione sociale è inferiore a quella di altri personaggi: nel confronto con loro il linguaggio del poliziotto va incontro ad inevitabili papere linguistiche. Nonostante all'apparenza il personaggio sembri unicamente avere la funzione di animare la commedia per fornire uno spunto comico e parodistico, è invece per il suo impegno risolutivo nello scoprire i piani di Don Juan, che il "molto rumore" si quieterà. 
Quando si trova a dover descrivere un reato, Dogberry lo fa sotto forma di elenco numerato, disordinatamente, ripetendo più volte gli stessi concetti con parole diverse. Se insultato, fa mettere ripetutamente a verbale l'insulto, per poi fregiarsene più volte come di un titolo, con un inevitabile effetto comico.
Borraccio (Borachio) e Corrado (Conrade), i due giovani sgherri al seguito di Don Juan, sono coloro che in una modalità buffonesca tenteranno di dare forma alle trame del padrone. . Verranno arrestati durante una gozzoviglia dalla guardia notturna e costretti a confessare le malefatte compiute (è da notare che il nome del primo in lingua spagnola significa "ubriacone", richiamando così la pratica del bere).
Ruoli minori completano il quadro d'insieme: Antonio, fratello di Leonato, difende l'onore di Ero. Grazie alla scena del ballo in maschera capiamo, vista l'intesa con Orsola, che questa è sicuramente una donna più anziana rispetto all'altra dama, Margherita.
Baldassarre (Balthazar), al seguito di Don Pedro, si diletta nel canto. In scena porta due canzoni: Sigh no more (Atto II, Scena III) e Pardon, goddess of the night (Atto V, Scena III).
Frate Francesco (Friar Francis) compare unicamente nel IV atto per suggellare il matrimonio tra Ero e Claudio. Suggerisce l'idea di piangere per morta Ero, in modo da riabilitarne il nome. Nella sua figura si riconosce il frate Lorenzo di Romeo e Giulietta.
Innogen, moglie di Leonato, è infine un personaggio di cui non sappiamo nulla, se non che partecipa alle scene di insieme. Eliminata dalle trascrizioni successive e priva di battute proprie, non è mai citata da nessun altro personaggio, cosa che rende impossibile ricostruire come Shakespeare la immaginò.

### L'opera tragicomica

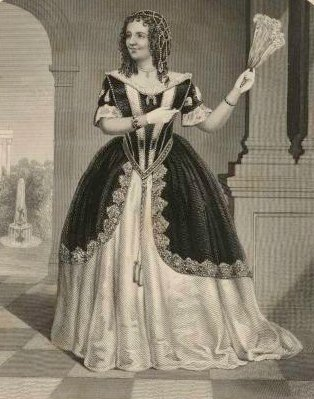
Anna Cora Mowatt (1819-1870) nella parte di Beatrice

Molto rumore per nulla è considerata una tragicommedia per la commistione di generi che la trama presenta. In realtà, la sua lettura può avvenire a più livelli, proprio perché il genere è difficilmente identificabile. Va detto che la separazione tra commedia e tragedia, di stampo aristotelico, è difficilmente applicabile ai drammi di Shakespeare. Già Samuel Johnson nel suo "Preface to Shakespeare" (1765) mise in discussione tale impostazione affermando come le combinazioni di gioia e dolore presenti nei drammi shakespeariani avessero tali e tante variazioni da impedirne una netta distinzione.
A lungo fu definita commedia romantica poiché ne presenta alcune caratteristiche: in particolare nell'intreccio amoroso che lega Claudio ed Ero e nelle vicende che si susseguono per garantirne la felice unione. Anche la spiritosa schermaglia tra Benedetto e Beatrice, che si risolve nel fidanzamento tra i due, ha corrispondenze nella commedia romantica, sebbene sposti le convenzioni sceniche dell'amore e delle virtù, incarnati dalla coppia formata da Claudio ed Ero, su un piano più strettamente materiale, presentando i pregi ed i difetti di due personaggi lontani dall'incarnare astratti idealismi.
Allo stesso tempo il dramma si presenta come commedia giocosa, perché il copione si sviluppa in una serie di fraintendimenti e di scherzi orditi alle spalle di Benedetto e Beatrice, vittime inconsapevoli delle giocose trame degli astanti alla corte di Messina. Sono infatti lo scherzo e l'inganno a giocare un ruolo fondamentale nello sviluppo della sottotrama con protagonisti i due eterni litiganti. Anche la finta morte di Ero potrebbe rientrare negli schemi della commedia giocosa in quanto mistificazione della realtà per il raggiungimento di uno scopo nobile, ma Shakespeare fa precedere l'evento dall'ingresso dell'elemento tragico.
Quest'ultimo si ravvisa, infatti, nella messa a segno delle oscure trame di Don Juan, che causa il ripudio di Ero ad opera di Claudio, che la insulta. Non è solo in tale momento che l'asse del dramma si sposta dal comico alla parte più propriamente tragica: durante il corso dell'intera pièce, infatti, Don Juan è presentato come un malvagio a tutto tondo che non perde occasione, nei dialoghi con i suoi sgherri Corrado e Borraccio, di palesare la volontà di farsi portatore di rovina e morte.
A dimostrazione dell'organicità della commedia e della complementarità dei toni scuri e di quelli gioiosi, è facile riconoscere una funzione di necessità narrativa nei fatti tragici: è infatti nella tragedia che i personaggi di Beatrice e Benedetto riescono ad avvicinarsi, forzando i loro rispettivi caratteri. La trama, in questo modo, utilizzando gli incidenti di percorso, riesce a proseguire nella direzione prevista. Un'ulteriore notazione sulla permeabilità degli elementi tragici e comici riguarda il finale: lo svelamento di Ero e il seguente matrimonio non dà luogo a una completa ed evidente ricomposizione. Claudio non si profonde in scuse, né Ero accorda il suo perdono. La loro vicenda si conclude in modo repentino, senza dissipare del tutto l'amarezza del ripudio, scivolando infine sullo sfondo della più gioiosa unione tra Benedetto e Beatrice.

### La commedia delle opposte illusioni

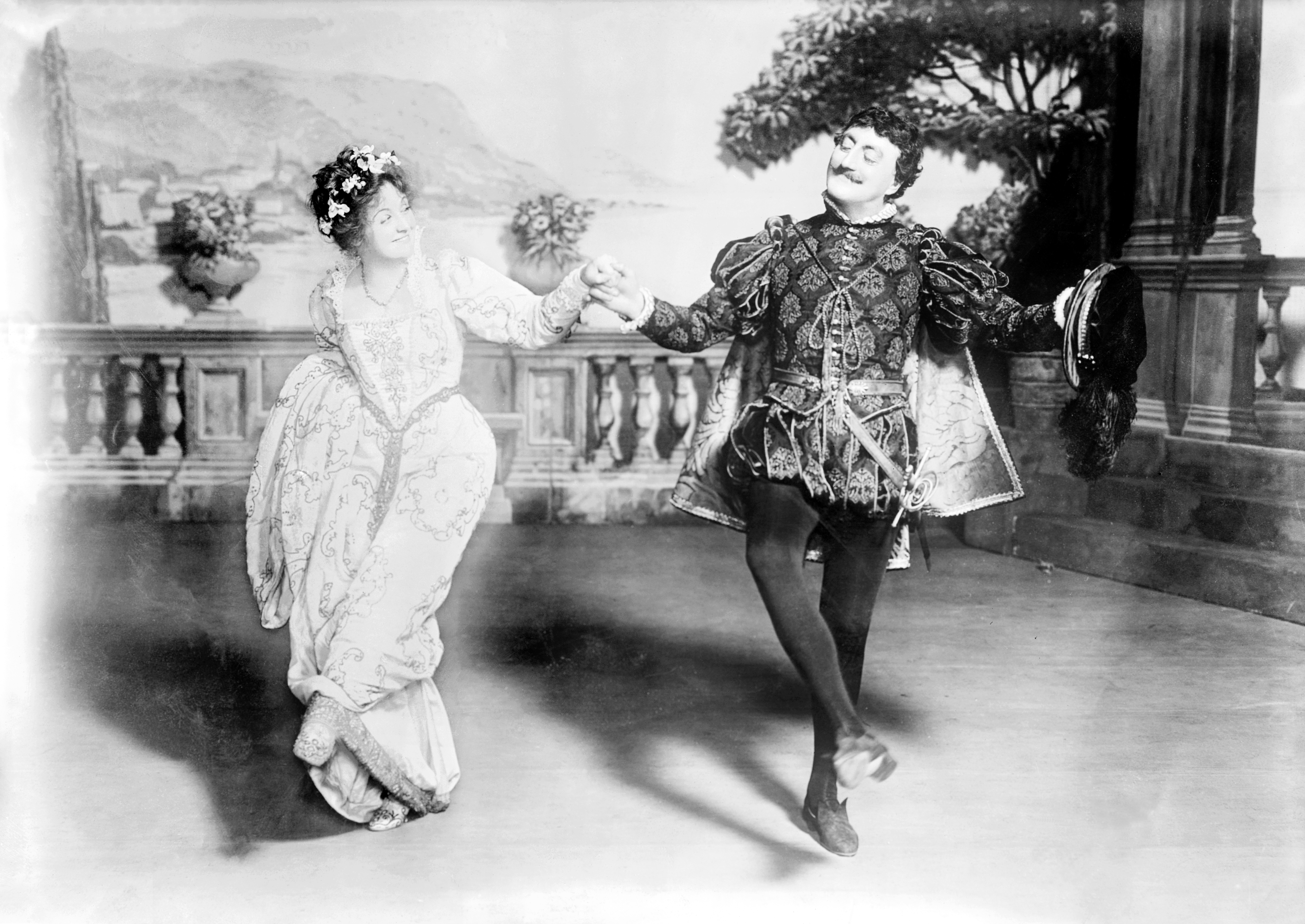
Laura Hope Crews e John Drew in un allestimento della commedia

La struttura dell'opera è contrassegnata da elementi narrativi speculari, come a voler mostrare, per ogni situazione e personaggio, l'esatto opposto. Alle trame in buona fede di Don Pedro fanno da contraltare gli intrighi perfidi di Don Juan. Alle vicende amorose di Ero e Claudio si contrappongono quelle tra Beatrice e Benedetto in un doppio intreccio a chiasmo: il primo inizia sotto i migliori auspici e culmina con un rifiuto, il secondo parte dal rifiuto reciproco per evolversi nell'intesa amorosa.
Già nel carattere tragicomico si evidenzia l'intreccio di generi, che potrebbe facilmente far volgere in tragedia la serie di eventi causati dal "molto rumore": è fondamentale come il susseguirsi degli stessi avvenga in base ad una serie di illusioni e mistificazioni della realtà dei quali lo spettatore, grazie allo svelamento degli stessi da parte dei personaggi, è al corrente al contrario dei protagonisti. Proprio l'illusione, caratteristica di molte delle opere shakespeariane, è l'elemento su cui si basa Molto rumore per nulla; prima nel tentativo, andato a buon fine, di far innamorare Benedetto e Beatrice e poi nell'accettazione della finta morte di Ero. La scena del ballo in maschera del secondo atto, col trionfo di maschere e fraintendimenti, è esemplare della commedia degli errori.
Altri due intrecci chiastici sono ravvisabili, in misura però minore rispetto al gioco delle due coppie principali, nella contrapposizione tra i personaggi che vivono alla corte di Leonato e gli esterni, come la ronda e i bislacchi Carruba e Sorba. Oltre ad essere definiti linguisticamente, con una proprietà di linguaggio differente dai residenti nel palazzo di Messina, nel loro rocambolesco comportamento si fanno latori della verità, facendo fallire i piani di Don Juan. Il secondo chiasmo è proprio nella contrapposizione, se vogliamo, tra due nuclei familiari, composti dalla corte di Messina e la famiglia di Aragona col suo seguito. Nonostante quest'ultima provochi un'alterazione dell'equilibrio della casa siciliana, Shakespeare non intacca l'onore della famiglia vestendo il protagonista malvagio dei panni di un "outsider": bastardo e rifiutato in passato dal fratello Don Pedro, del quale ha ottenuto il perdono.
Come già accennato (e come sottolinea Nemi D'Agostino in una sua introduzione all'opera), il percorso dei personaggi principali (e del proprio 'doppio') si evolve attraverso l'edificazione di realtà immaginarie contrapposte, create dal "molto rumore", in un insieme paradigmatico dell'affannarsi umano intorno a questioni di poco conto. Tali costruzioni fittizie sono castelli di carte, destinati ad essere spazzati via in un attimo dalla Fortuna. L'agnizione finale permette ad un nuovo mondo di emergere, presupponendo per i personaggi l'inizio di una nuova esistenza maggiormente aderente alla realtà.
Benedetto, che inizialmente appare come meno dotato di sensibilità rispetto a Claudio, si trova (in seguito al doppio inganno benevolo/malevolo ordito dai due principi) a intessere una vera e propria conversazione sentimentale con Beatrice, acconsentendo persino alla richiesta di una prova d'amore (il dover sfidare a duello l'amico). Al contrario Claudio darà libero sfogo alla sua hýbris misogina, in un'apparente trasformazione radicale del personaggio da primo amoroso a sgradevole e infantile soldato punto sull'onore. 
La romantica sposa Ero e Beatrice 'incapace d'amare' si ritroveranno anch'esse a parti invertite a fare i conti con opposti sentimenti. 
Infine, il disvelamento della realtà riporterà un equilibrio. Emblematico dell'esito di questo percorso da un'illusione all'altra fino alla scoperta del mondo reale è il dialogo finale tra Benedetto e Beatrice: la ripresa dei reciproci punzecchiamenti verbali, ma questa volta con dolcezza, ci mostra la loro natura più sincera, lontana tanto dall'iniziale disprezzo quanto dal successivo amoreggiare convenzionale.

### Il linguaggio
Il linguaggio nella commedia shakespeariana quando si riferisce a personaggi di alto rango utilizza preferibilmente la versificazione a danno della prosa.
In questa commedia invece Claudio, Ero, Leonato e Frate Francesco, in virtù della posizione che ricoprono e della caratterizzazione dei personaggi, sono gli unici ad esprimersi sempre in versi, mentre Benedetto e Beatrice, pur essendo di condizione elevata, parlano per mezzo di un andamento prosastico che esprime e si adatta meglio al contenuto non certo aulico dei loro dialoghi.
Il personaggio di Carruba (Dogberry) è invece fortemente raffigurato per l'incapacità di esprimersi correttamente in lingua inglese: gli strafalcioni presenti nelle sue battute, infatti, infarciti da errori dovuti alla somiglianza fonetica tra lemmi che facilmente egli confonde, mostrano l'archetipo del futuro poliziotto onesto ma di estrazione sociale modesta, incapace di competere linguisticamente con gli appartenenti a una classe sociale differente dalla sua. Ogni tentativo di ingentilire i discorsi nei confronti di Leonato si tramuta, infatti, in una parentesi comica. L'incapacità di Carruba, tuttavia, si manifesta anche nei dialoghi con i suoi sottoposti: si può facilmente dedurre che non solo il confronto con i nobili lo ridicolizzi, ma che l'autore abbia voluto inserire in lui una sorta di buffonesca natura, che lo rende di per sé esilarante.
Don Juan è caratterizzato solitamente dall'utilizzo di frasi brevi.
Benedetto e Beatrice usano spesso metafore per esprimersi, come di norma nel teatro shakespeariano, e non mancano di caustica mordacità. Non rari sono i nomignoli con i quali si appellano: Mentre Beatrice si riferisce a Benedetto come "Signior Mountanto" (letteralmente, Signor Stoccata), Benedetto la saluta appellandola "Lady Disdain" (Madama Sdegno).
Non mancano, inoltre, metafore e doppi sensi a carattere sessuale che gravitano intorno all'intera commedia e che spesso sono presenti nelle opere di Shakespeare. Nell'atto III scena IV, nel corso di un dialogo tra Margherita ed Ero che si prepara per le nozze, quest'ultima afferma, discorrendo dell'abito da sposa:
(Molto rumore per nulla, Atto III, Scena IV. Traduzione di Maura Del Serra.)
I riferimenti alla futura perdita della verginità di Ero, in seguito al previsto matrimonio con Claudio, sono evidenti.
Già il titolo della commedia, allude a doppi sensi: l'omofonia, non più presente nella lingua inglese contemporanea, tra Nothing (trad.: Niente) e Noting (trad.: Annotare), sottolinea la presenza, nel corso dell'opera, di sfumature nel molto rumore generato per nessun motivo (l'adulterio di Ero non è infatti mai avvenuto) ma anche di molto rumore causato da maldicenze, spionaggi, confidenze sibilline. Secondo alcune interpretazioni, inoltre, il titolo allude all'espressione vittoriana 'n "O-thing" (una cosa a forma di "o"), eufemismo per indicare gli organi genitali femminili.

## Rappresentazioni e adattamenti

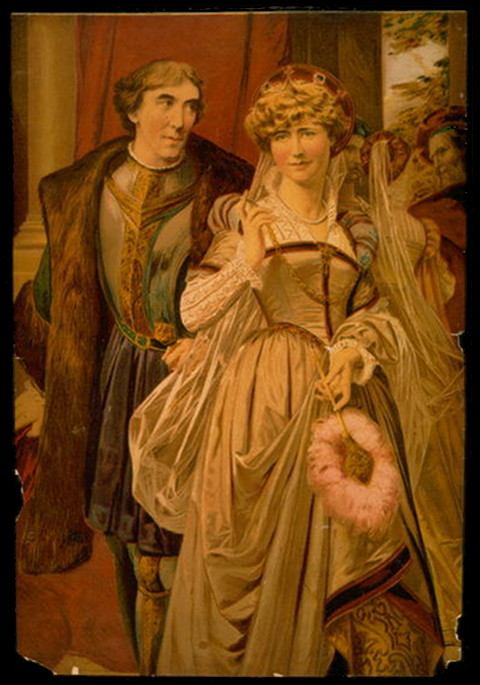
Ellen Terry e Henry Irving nei ruoli di Beatrice e Benedetto

### Principali rappresentazioni teatrali
Mentre la prima rappresentazione della commedia ci è ignota, sappiamo che questa venne allestita una seconda volta per i preparativi del matrimonio tra Elisabetta di Boemia e Federico V. Nel first folio del 1623 sono riportate alcune indicazioni sceniche che ci hanno permesso di conoscere il nome di tre componenti della compagnia teatrale dei Chamberlain's Men, fautori dei primi allestimenti al Globe Theatre: William Kempe interpretava Dogberry, Richard Cowley la parte di Verges e, probabilmente, Iacke Wilson (Jack Wilson) interpretava la parte di Balthazar. A Kempe, nel ruolo di Dogberry, successe poi Robert Armin.
La commedia riscosse immediato successo ed entrò nei repertori delle compagnie di giro: la popolarità della stessa è testimoniata da una nota di Leonard Digges all'edizione dei poemi shakespeariani del 1640 che recita:
"let but Beatrice

And Benedicke be seene, loe in a trice

The Cockpit, Galleries, Boxes, all are full."
Il commento è indicativo perché è la testimonianza dell'enorme affluenza di pubblico nel Teatro Cockpit di Londra per la rappresentazione della commedia.
Nel 1662 una versione firmata da William D'Avenant venne presentata al pubblico con il titolo Law against Lovers: non si trattava dell'edizione originale shakespeariana, ma di un'opera nuova, una pièce che univa la trama principale di Misura per misura alla sottotrama di Molto rumore per nulla consistente nelle schermaglie tra Benedetto e Beatrice. Un sessantennio dopo, nel 1737, si produsse ad opera di James Miller, un altro lavoro derivato dall'originale shakespeariano: The Universal Passion, che mischiava stavolta le trame della commedia con quelle di La Princesse d'Elide di Molière.
Qualche anno prima, nel 1721, si ebbe l'edizione di John Rich al Lincoln's Inn Fields.
Nel corso del '700 il grande attore David Garrick interpretò per 18 anni (dal 1748 al 1766) la parte di Benedetto ottenendo un grande successo.
Tra fine 1800 e inizio 1900 l'attrice Ellen Terry diede vita a una Beatrice straordinaria (accanto a Henry Irving nella parte di Benedetto), preceduta dall'interpretazione magistrale di Helena Faucit, attrice shakespeariana di lunga data.
Successivamente (dal 1930) furono John Gielgud e Peggy Ashcroft a cimentarsi con Benedetto e Beatrice. La commedia restò nel repertorio di Gielgud e dell'Old Vic fino al 1959.
Nel 1965 fu Franco Zeffirelli a mettere in scena la commedia, nello stesso teatro londinese Old Vic, con Maggie Smith nel ruolo di Beatrice e Albert Finney in quello di Don Pedro.
Nel 1976 fu Judi Dench a interpretare Beatrice e nel 1988 la stessa attrice fu regista della commedia nella quale diresse Kenneth Branagh, il quale successivamente decise di trarne un film.

### Modello per altre opere teatrali
Molto rumore per nulla fu a sua volta di ispirazione per altri lavori teatrali: tra questi si ricorda Il cortigiano danese (The Dutch Courtezan) di John Marston del 1604. Nel lavoro di Marston è evidente il riferimento al rapporto che intercorre tra Beatrice ed Ero e a quello tra Carruba e Sorba.
Il testo Shakespeariano, tradotto in siciliano, Troppu trafficu ppi nenti, da Andrea Camilleri e Giuseppe Dipasquale, pubblicato nel 2009 da Lombardi editore, è stato rappresentato con la regia dello stesso Dipasquale in prima nazionale il 5 settembre 2000 a Catania.

### Trasposizioni cinematografiche
Delle numerose trasposizioni dell'opera teatrale, solo alcune di esse furono destinate alla distribuzione nelle sale cinematografiche: la maggior parte, infatti, furono destinate alla trasmissione televisiva.
- Much Ado About Nothing, film statunitense del 1913 diretto da Phillips Smalley con la celebre Pearl White e Chester Barnett;
- Molto rumore per nulla, film britannico per la televisione del 1937 diretto da George More O'Ferrall con Margaretta Scott e Henry Oscar;
- Molto rumore per nulla, film statunitense del 1940 diretto da Connie Rasinski
- Molto rumore per nulla, film britannico per la televisione del 1967 diretto da Alan Cooke con Frank Finlay, Maggie Smith, Derek Jacobi, Ronald Pickup, Michael Gambon, Robert Stephens e Christopher Timothy. Nel cast tecnico figurava anche Franco Zeffirelli, che ne aveva diretto la regia teatrale.
- Molto rumore per nulla (film 1973) (Mnogo shuma iz nichego), film russo del 1973 diretto da Samson Samsonov
- Molto rumore per nulla, film britannico per la televisione del 1973 diretto da Nick Havinga con Barnard Hughes e Sam Waterston
- Molto rumore per nulla, film di produzione anglo-statunitense per la televisione del 1978 diretto da Donald McWhinnie con Nigel Davenport
- Molto rumore per nulla, film britannico per la televisione del 1984 diretto da Stuart Burge e prodotto per la BBC
- Molto rumore per nulla, film canadese per la televisione del 1987 diretto da Peter Moss
- Molto rumore per nulla, film di produzione anglo-statunitense del 1993 diretto e interpretato da Kenneth Branagh, con Emma Thompson, Denzel Washington, Michael Keaton, Keanu Reeves, Robert Sean Leonard, Imelda Staunton, Phyllida Law, Richard Briers e Kate Beckinsale. Il film ha collezionato diversi premi.
- Much Ado About Nothing, film britannico per la televisione del 2005 diretto da Brian Percival e prodotto per la BBC. Nel cast artistico figuravano Sarah Parish, Damian Lewis e Billie Piper.
- Much Ado About Nothing, film statunitense del 2012 diretto da Joss Whedon con protagonisti Nathan Fillion, Clark Gregg, Amy Acker, Alexis Denisof, Reed Diamond e Fran Kranz;

### Opera
Hector Berlioz si ispirò alla commedia per la sua opéra-comique Béatrice et Bénédict, rappresentata per la prima volta nel 1862.

### Musica leggera
Un album musicale della power metal band tedesca Gamma Ray si intitola Sigh No More, tributo alla celebre canzone cantata da Baldassarre.

### Traduzioni italiane
- Molto rumore per nulla, traduzione di Gabriele Baldini, Milano 1963
- Molto rumore per nulla, traduzione di Masolino d'Amico, Mondadori, Milano 1982
- Molto rumore per nulla, introduzione, prefazione, traduzione e note di Nemi D'Agostino, Garzanti, Milano 1990. ISBN 88-11-58422-1
- Molto rumore per nulla, traduzione di Maura Del Serra, TEN, Roma 1995. ISBN 88-7983-312-X